# Carlota Doroteia de Hesse-Homburgo
Carlota Doroteia Sofia de Hesse-Homburgo (em alemão:  Charlotte Dorothea Sophie; 17 de Junho de 1672 - 29 de Agosto de 1738), foi uma nobre alemã, pertencente à Casa de Hesse e, por casamento, uma duuesa de Saxe-Weimar.

## Origens e família
Nascida em Cassel, era a mais velha dos doze filhos nascidos do segundo casamento de Frederico II, Conde de Hesse-Homburgo com a princesa Luísa Isabel da Curlândia. Entre os seus irmãos direitos, apenas oito chegaram à idade adulta: Frederico III Jacó, Conde de Hesse-Homburgo, Carlos Cristiano, Edviges Sofia (condessa de Schlieben por casamento), Filipe, Guilhermina Maria (condessa de Aldemburgo por casamento), Leonor Margarida, Isabel Francisca (princesa de Nassau-Siegen por casamento) e Casimiro Guilherme (cujo filho acabaria por herdar o estado de Homburgo). Carlota tinha também três meios-irmãos do terceiro casamento do pai com a princesa Sofia Sibila de Leiningen-Westerburgo, dos quais apenas um, o príncipe Luís Jorge, chegou à idade adulta.

## Casamento e descendência
Em Cassel, a 4 de Novembro de 1694, Carlota casou-se com João Ernesto III, Duque de Saxe-Weimar, tornando-se a sua segunda esposa. Tiveram quatro filhos:
1. Carlos Frederico de Saxe-Weimar (31 de Outubro de 1695 - 30 de Março de 1696), morreu aos seis meses de idade.
2. João Ernesto de Saxe-Weimar (25 de Dezembro de 1696 - 1 de Agosto de 1715), um compositor que estudou com Bach que transcreveu os seus concertos .
3. Maria Luísa de Saxe-Weimar (18 de Dezembro de 1697 - 29 de Dezembro de 1704), morreu aos sete anos de idade.
4. Cristiana Sofia de Saxe-Weimar (7 de Abril de 1700 - 18 de Fevereiro de 1701), morreu aos dez meses de idade.

## Vida posterior
Após a morte do marido em 1707, Carlota recebeu a cidade de Hardisleben como herança de viuvez. A sua residência principal era o Castelo Amarelo (em alemão: Gelbe Schloss) em Weimar, que foi construído entre 1702-1704.
A guarda do seu único filho ainda vivo, o príncipe João Ernesto, foi entregue ao seu cunhado Guilherme Ernesto; no entanto, foi Carlota quem cuidou do filho durante a doença que o mataria aos dezoito anos de idade, em 1715.
Carlota morreu em Weimar aos sessenta-e-seis anos de idade. Foi sepultada na Fürstengruft, em Weimar.

## Genealogia
| Carlota Doroteia de Hesse-Homburgo | Pai: Frederico II, Conde de Hesse-Homburgo | Avô paterno: Frederico I, Conde de Hesse-Homburgo | Bisavô paterno: Jorge I de Hesse-DarmstadtJorge I, Conde de Hesse-Darmstadt |
| Carlota Doroteia de Hesse-Homburgo | Pai: Frederico II, Conde de Hesse-Homburgo | Avô paterno: Frederico I, Conde de Hesse-Homburgo | Bisavó paterna: Madalena de Lippe                                           |
| Carlota Doroteia de Hesse-Homburgo | Pai: Frederico II, Conde de Hesse-Homburgo | Avó paterna: Margarida de Leiningen-Westerburg    | Bisavô paterno: Cristóvão de Leiningen-Westerburg                           |
| Carlota Doroteia de Hesse-Homburgo | Pai: Frederico II, Conde de Hesse-Homburgo | Avó paterna: Margarida de Leiningen-Westerburg    | Bisavó paterna: Anna Maria Ungnad, Baronesa de Weissenwolff                 |
| Carlota Doroteia de Hesse-Homburgo | Mãe: Luísa Isabel da Curlândia             | Avô materno: Jacob Kettler                        | Bisavô materno: Guilherme Kettler                                           |
| Carlota Doroteia de Hesse-Homburgo | Mãe: Luísa Isabel da Curlândia             | Avô materno: Jacob Kettler                        | Bisavó materna: Sofia da Prússia                                            |
| Carlota Doroteia de Hesse-Homburgo | Mãe: Luísa Isabel da Curlândia             | Avó materna: Luísa Carlota de Brandemburgo        | Bisavô materno: Jorge Guilherme, Eleitor de Brandemburgo                    |
| Carlota Doroteia de Hesse-Homburgo | Mãe: Luísa Isabel da Curlândia             | Avó materna: Luísa Carlota de Brandemburgo        | Bisavó materna: Isabel Carlota do Palatinado                                |